# Casa-fàbrica Saguí
La casa-fàbrica Saguí és un conjunt arquitectònic situat a la Rambla, 12-16 de Barcelona, catalogat com a bé cultural d'interès local.

## Història
El 1767, el comerciant Josep Francesc Saguí (o Seguí) i Minguella va obtenir de l'argenter Antoni Gasset l'establiment emfitèutic de dues cases amb hort al carrer de la Muralla Vella, on faria construir una casa-fàbrica d'indianes. El 1768 disposava de 25 telers, i al cap de l'any arribarien fins als 48.
El 1771 es va aprovar el projecte d'alineacions de l'enginyer militar Pedro Martín Cermeño, que pretenia fer de la Rambla un bulevard recte entre les Drassanes i l'Església de Betlem, i el 1775, el capità general Comte de Ricla va promulgar les ordenances a les que se n'haurien d'ajustar les noves edificacions. Les obres de demolició del tram de la muralla entre el Pla de les Comèdies (actual plaça del Teatre) i el convent de Sant Francesc es van completar l’abril del 1776, de manera que les cases de l'antic carrer de la Muralla Vella ara donaven a la Rambla, per bé que en resultaven afectades les del tram inferior. El 1786, Saguí va demanar permís per a reedificar la casa-fàbrica amb planta baixa, entresol i tres pisos, fins a una alçada de 90 pams. Sembla que la fàbrica hi continuà funcionant uns anys més, però Saguí va abandonar la indústria aproximadament entre el 1790 i el 1793, segons Thomson. El 1796 i 1797 es llogava el magatzem dels baixos.
Ciutadà honrat des del 1774, el 1802 Josep Francesc Saguí ocupava el càrrec de jutge del Tribunal del Consolat de Comerç, i el 1804 va ser nomenat cavaller per Carles IV com a senyor de Castellnou del Gos. Fou succeït pel seu fill Ramon de Saguí i Terradellas, comerciant matriculat.
El 1921, el propietari de la finca de la Rambla de Santa Mònica, 23 (actual núm. 12) va demanar permís per a remuntar-hi un quart pis, segons el projecte de l'arquitecte Josep Danés i Torra.

## Descripció
Es tracta de tres edificis on destaca la planta baixa i l'entresol amb un parament de pedra de Montjuïc i una portalada central adovellada d'arc de mig punt, segurament fruit d'una reforma posterior que unificà les dues finques centrals en una de sola (actual núm. 14). Les finques laterals tenen sengles portals d'arc escarser als extrems, i el núm. 16 té un ull de bou amb una reixa de ferro forjat, mentre que el núm. 12 té un quart pis, fruit d'una remunta posterior.